# CD34
O CD34 (Cluster of Differentiation 34) é uma molécula presente na superfície de determinadas células do organismo humano. É uma glicoproteína e funciona como fator de adesão celular. Também atua mediando a ligação de células-tronco hematopoéticas à matriz extracelular ou às células do estroma. Utiliza-se a denominação CD34 também para identificar o gene que codifica tal proteína.

## Leitura de apoio
- Bellini A, Mattoli S (Setembro 2007). «The role of the fibrocyte, a bone marrow-derived mesenchymal progenitor, in reactive and reparative fibroses». Lab. Invest. 87 (9): 858–70. PMID 17607298. doi:10.1038/labinvest.3700654
- Simmons DL, Satterthwaite AB, Tenen DG, Seed B (1992). «Molecular cloning of a cDNA encoding CD34, a sialomucin of human hematopoietic stem cells.». J. Immunol. 148 (1): 267–71. PMID 1370171
- Satterthwaite AB, Burn TC, Le Beau MM, Tenen DG (1992). «Structure of the gene encoding CD34, a human hematopoietic stem cell antigen.». Genomics. 12 (4): 788–94. PMID 1374051. doi:10.1016/0888-7543(92)90310-O
- Fina L, Molgaard HV, Robertson D;  et al. (1990). «Expression of the CD34 gene in vascular endothelial cells.». Blood. 75 (12): 2417–26. PMID 1693532
- Fackler MJ, Civin CI, Sutherland DR;  et al. (1990). «Activated protein kinase C directly phosphorylates the CD34 antigen on hematopoietic cells.». J. Biol. Chem. 265 (19): 11056–61. PMID 1694174
- Sutherland DR, Watt SM, Dowden G;  et al. (1989). «Structural and partial amino acid sequence analysis of the human hemopoietic progenitor cell antigen CD34.». Leukemia. 2 (12): 793–803. PMID 2462139
- Nakamura Y, Komano H, Nakauchi H (1993). «Two alternative forms of cDNA encoding CD34.». Exp. Hematol. 21 (2): 236–42. PMID 7678811
- Huyhn A, Dommergues M, Izac B;  et al. (1996). «Characterization of hematopoietic progenitors from human yolk sacs and embryos.». Blood. 86 (12): 4474–85. PMID 8541536
- Tavian M, Coulombel L, Luton D;  et al. (1996). «Aorta-associated CD34+ hematopoietic cells in the early human embryo.». Blood. 87 (1): 67–72. PMID 8547678
- Hillier LD, Lennon G, Becker M;  et al. (1997). «Generation and analysis of 280,000 human expressed sequence tags.». Genome Res. 6 (9): 807–28. PMID 8889549. doi:10.1101/gr.6.9.807
- Uchida N, Yang Z, Combs J;  et al. (1997). «The characterization, molecular cloning, and expression of a novel hematopoietic cell antigen from CD34+ human bone marrow cells.». Blood. 89 (8): 2706–16. PMID 9108388
- Ruiz ME, Cicala C, Arthos J;  et al. (1998). «Peripheral blood-derived CD34+ progenitor cells: CXC chemokine receptor 4 and CC chemokine receptor 5 expression and infection by HIV.». J. Immunol. 161 (8): 4169–76. PMID 9780190
- Kees UR, Ford J (1999). «Synergistic action of stem-cell factor and interleukin-7 in a human immature T-cell line.». Immunology. 96 (2): 202–6. PMC 2326741. PMID 10233696. doi:10.1046/j.1365-2567.1999.00674.x
- Bistrup A, Bhakta S, Lee JK;  et al. (1999). «Sulfotransferases of two specificities function in the reconstitution of high endothelial cell ligands for L-selectin.». J. Cell Biol. 145 (4): 899–910. PMC 2133194. PMID 10330415. doi:10.1083/jcb.145.4.899
- Lataillade JJ, Clay D, Dupuy C;  et al. (2000). «Chemokine SDF-1 enhances circulating CD34(+) cell proliferation in synergy with cytokines: possible role in progenitor survival.». Blood. 95 (3): 756–68. PMID 10648383
- Felschow DM, McVeigh ML, Hoehn GT;  et al. (2001). «The adapter protein CrkL associates with CD34.». Blood. 97 (12): 3768–75. PMID 11389015. doi:10.1182/blood.V97.12.3768
- Dobo I, Robillard N, Pineau D;  et al. (2001). «Use of pathology-specific peripheral blood CD34 thresholds to predict leukapheresis CD34 content with optimal accuracy: a bicentric analysis of 299 leukaphereses.». Ann. Hematol. 80 (11): 639–46. PMID 11757722. doi:10.1007/s002770100365
- Hogan CJ, Shpall EJ, Keller G (2002). «Differential long-term and multilineage engraftment potential from subfractions of human CD34+ cord blood cells transplanted into NOD/SCID mice.». Proc. Natl. Acad. Sci. U.S.A. 99 (1): 413–8. PMC 117574. PMID 11782553. doi:10.1073/pnas.012336799
- Krauter J, Hartl M, Hambach L;  et al. (2003). «Receptor-mediated endocytosis of CD34 on hematopoietic cells after stimulation with the monoclonal antibody anti-HPCA-1.». J. Hematother. Stem Cell Res. 10 (6): 863–71. PMID 11798512. doi:10.1089/152581601317210953
- Okuno Y, Iwasaki H, Huettner CS;  et al. (2002). «Differential regulation of the human and murine CD34 genes in hematopoietic stem cells.». Proc. Natl. Acad. Sci. U.S.A. 99 (9): 6246–51. PMC 122934. PMID 11983914. doi:10.1073/pnas.092027799
- Hotfilder M, Röttgers S, Rosemann A,;  et al. (2002). «Immature CD34+CD19- progenitor/stem cells in TEL/AML1-positive acute lymphoblastic leukemia are genetically and functionally normal.». Blood. 100 (2): 640–6. PMID 12091359. doi:10.1182/blood.V100.2.640